# Don't Break the Heart
Don't Break the Heart è un singolo del cantante britannico Tom Grennan, pubblicato il 3 settembre 2021 come primo estratto dalla riedizione del secondo album in studio Evering Road.

## Descrizione
Grennan ha pronunciato la seguente dichiarazione sul brano:

## Video musicale
Il video musicale è stato reso disponibile il 29 settembre 2021.

## Classifiche
| Classifica (2021) | Posizione massima |
| ----------------- | ----------------- |
| Belgio (Fiandre)  | 38                |
| Irlanda           | 100               |
| Paesi Bassi       | 54                |
| Polonia           | 5                 |
| Regno Unito       | 49                |